# Liste de batailles du XVIIe siècle

Cette page donne une liste de batailles du XVIIe siècle.
Si vous écrivez un article de description d'une bataille, vous pouvez suivre le modèle d'Article de bataille déjà élaboré. L'encyclopédie y gagnera en homogénéité, et l'article sera immédiatement clair.
- Liste de batailles navales
- Liste de batailles
- Liste de guerres

## Europe
| Bataille                            | Date(s)                             | Lieu                                         | Résumé                                                                                                   |
| ----------------------------------- | ----------------------------------- | -------------------------------------------- | --- |
| Guerre de Neuf Ans en Irlande       |                                     |                                              | |
| Siège de Kinsale                    | 2 octobre 1601 - 3 janvier 1602     | Kinsale, Irlande                             | Victoire décisive des Anglais sur les Irlandais et les Espagnols                                         |
| Guerre de Quatre-Vingts Ans         |                                     |                                              | |
| Siège d'Ostende                     | 1601 - 1604                         | Ostende, Belgique                            | Victoire des Espagnols sur les Néerlandais                                                               |
| Combat du cap Saint-Vincent         | 19 juin 1606                        | Cap Saint-Vincent                            | Victoire des Espagnols sur les Néerlandais                                                               |
| Bataille de Gibraltar               | 25 avril 1607                       | Baie de Gibraltar                            | Victoire navale décisive des Néerlandais sur les Espagnols                                               |
| Bataille du cap Saint-Vincent       | 10 août 1621                        | Cap Saint-Vincent, Portugal                  | Victoire navale des Espagnols sur les Néerlandais                                                        |
| Siège de Berg-op-Zoom               | 18 juillet-2 octobre 1622           | Berg-op-Zoom, Pays-Bas                       | Victoire des Néerlandais sur les Espagnols                                                               |
| Siège de Bréda                      | 27 août 1624 - 5 juin 1625          | Bréda, Pays-Bas                              | Victoire des Espagnols sur les Néerlandais                                                               |
| Siège de Bois-le-Duc                | avril-septembre 1629                | Bois-le-Duc, Pays-Bas                        | Victoire des Néerlandais sur les Espagnols                                                               |
| Bataille de la Slaak                | 12 et 13 septembre 1631             | Volkerak, Pays-Bas                           | Victoire navale décisive des Néerlandais sur les Espagnols                                               |
| Bataille de Calloo                  | 20 juin 1638                        | près d'Anvers, Belgique                      | Victoire décisive des Espagnols sur les Néerlandais                                                      |
| Bataille des Downs                  | 31 octobre 1639                     | Les Downs                                    | Victoire navale décisive des Néerlandais sur les Espagnols                                               |
| Bataille du cap Saint-Vincent       | 4 novembre 1641                     | Cap Saint-Vincent, Portugal                  | Victoire navale des Espagnols sur les Néerlandais                                                        |
| Guerre polono-suédoise (1600-1611)  |                                     |                                              | |
| Bataille de Kircholm                | 27 septembre 1605                   | Salaspils, Lettonie                          | Victoire décisive des Polonais sur les Suédois                                                           |
| Guerre contre les Barbaresques      |                                     |                                              | |
| Bataille du cap Celidonio           | 20 octobre 1608                     | Cap Celidonio, Turquie                       | Victoire navale du Grand-duché de Toscane sur les Ottomans                                               |
| Deuxième Bataille du cap Celidonio  | 14-16 juillet 1616                  | Cap Celidonio, Turquie                       | Victoire navale des Espagnols sur les Ottomans                                                           |
| Bataille de Valona                  | août 1638                           | Vlora, Albanie                               | Victoire navale des Vénitiens sur les Barbaresques                                                       |
| Bataille de Cherchell               | 24 août 1665                        | Cherchell, Algérie                           | Victoire navale des Français sur les Barbaresques                                                        |
| Temps des troubles                  |                                     |                                              | |
| Bataille de Torjok                  | 17 juin 1609                        | Torjok, Russie                               | Victoire de l'armée russo-suédoise contre la république des Deux Nations                                 |
| Guerre polono-russe (1605-1618)     |                                     |                                              | |
| Bataille de Klouchino               | 4 juillet 1610                      | Klouchino, Russie                            | Victoire décisive des Polonais sur les Russes                                                            |
| Guerre de Gradisca                  |                                     |                                              | |
| Bataille de Raguse                  | 22 novembre 1617                    | Raguse, Italie                               | Victoire navale des Espagnols sur les Vénitiens                                                          |
| Guerre polono-turque (1620-1621)    |                                     |                                              | |
| Bataille de Cecora                  | 17 septembre-7 octobre 1620         | près de la Prout, Moldavie                   | Victoire des Ottomans sur les Polonais                                                                   |
| Bataille de Khotin                  | 2 septembre-9 octobre 1621          | Khotyn, Ukraine                              | Victoire des Polonais sur les Ottomans                                                                   |
| Guerre de Trente Ans                |                                     |                                              | |
| Siège de Pilsen                     | 19 septembre-21 novembre 1618       | Plzeň, République tchèque                    | Victoire de la Bohême sur le Saint-Empire romain germanique                                              |
| Bataille de Sablat                  | 10 juin 1619                        | České Budějovice, République tchèque         | Victoire du Saint-Empire romain germanique sur la Bohême                                                 |
| Bataille de Humenné                 | 23 novembre 1619                    | Humenné, Slovaquie                           | Victoire des Polonais sur les Transylvains                                                               |
| Bataille de la Montagne-Blanche     | 8 novembre 1620                     | près de Prague, République tchèque           | Victoire décisive du Saint-Empire romain germanique et de la Ligue catholique sur la Bohême              |
| Bataille de Mingolsheim             | 27 avril 1622                       | Bad Schönborn, Allemagne                     | Victoire de l'Union protestante sur la Ligue catholique                                                  |
| Bataille de Wimpfen                 | 6 mai 1622                          | Bad Wimpfen, Allemagne                       | Victoire de la Ligue catholique et des Espagnols sur l'Union protestante                                 |
| Bataille de Höchst                  | 20 juin 1622                        | Höchst, Allemagne                            | Victoire de la Ligue catholique et des Espagnols sur l'Union protestante                                 |
| Bataille de Fleurus                 | 29 août 1622                        | Fleurus, Belgique                            | Victoire des Espagnols sur l'Union protestante                                                           |
| Bataille de Stadtlohn               | 6 août 1623                         | Arrondissement de Borken, Allemagne          | Victoire décisive de la Ligue catholique sur l'Union protestante                                         |
| Bataille de Dessau                  | 25 avril 1626                       | Dessau-Roßlau, Allemagne                     | Victoire de la Ligue catholique sur l'Union protestante                                                  |
| Bataille de Lutter                  | 27 août 1626                        | sud de Salzgitter, Allemagne                 | Victoire décisive du Saint-Empire romain germanique sur les Danois                                       |
| Bataille de Wolgast                 | 2 septembre 1628                    | Wolgast, Allemagne                           | Victoire du Saint-Empire romain germanique sur les Danois                                                |
| Bataille de Werben                  | 22 juillet 1631                     | Werben, Allemagne                            | Victoire des Suédois sur le Saint-Empire romain germanique                                               |
| Bataille de Breitenfeld             | 17 septembre 1631                   | nord de Leipzig, Allemagne                   | Victoire décisive des Suédois et des Saxons sur le Saint-Empire romain germanique                        |
| Bataille de Rain am Lech            | 14-15 avril 1632                    | sur les bords du Lech, Bavière               | Victoire des Suédois sur le Saint-Empire romain germanique                                               |
| Bataille de Lützen                  | 16 novembre 1632                    | Lützen, Allemagne                            | Victoire des Suédois sur le Saint-Empire romain germanique                                               |
| Bataille d'Oldendorf                | 8 juillet 1633                      | Arrondissement de Hamelin-Pyrmont, Allemagne | Victoire des Suédois sur le Saint-Empire romain germanique                                               |
| Bataille de Nördlingen              | 5-6 septembre 1634                  | Nördlingen, Allemagne                        | Victoire décisive du Saint-Empire romain germanique et des Espagnols sur les Suédois                     |
| Bataille d'Avein                    | 20 mai 1635                         | Huy, Belgique                                | Victoire des Français sur les Espagnols                                                                  |
| Siège de Louvain                    | 24 juin-4 juillet 1635              | Louvain, Belgique                            | Victoire décisive des Espagnols et du Saint-Empire romain germanique sur les Français et les Néerlandais |
| Bataille de Tornavento              | 16 juin 1636                        | près d'Oleggio, Italie                       | Victoire tactique des Français et des Savoyards sur les Espagnols mais échec stratégique                 |
| Bataille de Wittstock               | 4 octobre 1636                      | Wittstock, Allemagne                         | Victoire des Suédois sur le Saint-Empire romain germanique et les Saxons                                 |
| Bataille de Leucate                 | 28 septembre 1637                   | Leucate, Aude                                | Victoire des Français sur les Espagnols                                                                  |
| Bataille de Rheinfelden             | 3 mars 1638                         | près de Rheinfelden, Suisse                  | Victoire des Français sur le Saint-Empire romain germanique et les Bavarois                              |
| Bataille de Getaria                 | 22 août 1638                        | au large de Getaria, Espagne                 | Victoire navale des Français sur les Espagnols                                                           |
| Bataille de Vado                    | 1er septembre 1638                  | au large de Gênes, Italie                    | Victoire navale des Français sur les Espagnols                                                           |
| Bataille de Fontarrabie             | 7 septembre 1638                    | Fontarrabie, Espagne                         | Victoire des Espagnols sur les Français                                                                  |
| Bataille de Chemnitz                | 4 avril 1639                        | Chemnitz, Allemagne                          | Victoire des Suédois sur le Saint-Empire romain germanique et les Saxons                                 |
| Bataille de Thionville              | 7 juin 1639                         | Thionville, Moselle                          | Victoire des Espagnols sur les Français                                                                  |
| Combat de Dunkerque                 | 18 février 1639                     | au large de Dunkerque, Nord                  | Victoire navale des Néerlandais sur les Espagnols                                                        |
| Bataille de Montjuïc                | 26 janvier 1641                     | Montjuic, Espagne                            | Victoire des Français et des Catalans sur les Espagnols                                                  |
| Bataille de la Marfée               | 6 juillet 1641                      | près de Sedan, Ardennes                      | Victoire tactique du Saint-Empire romain germanique sur les Français                                     |
| Bataille de Tarragone               | 20-25 août 1641                     | Tarragone, Espagne                           | Victoire navale des Espagnols sur les Français                                                           |
| Bataille de Honnecourt              | 26 mai 1642                         | Honnecourt-sur-Escaut, Nord                  | Victoire des Espagnols sur les Français                                                                  |
| Bataille de Barcelone               | 29 juin-3 juillet 1642              | Barcelone, Espagne                           | Victoire navale des Espagnols sur les Français                                                           |
| Bataille de Lérida                  | 7 octobre 1642                      | Lérida, Espagne                              | Victoire tactique des Français et des Catalans sur les Espagnols                                         |
| Seconde bataille de Breitenfeld     | 23 octobre 1642                     | nord de Leipzig, Allemagne                   | Victoire décisive des Suédois sur le Saint-Empire romain germanique et les Saxons                        |
| Bataille de Rocroi                  | 19 mai 1643                         | Rocroi, Ardennes                             | Victoire décisive des Français sur les Espagnols                                                         |
| Bataille de Carthagène              | 3 septembre 1643                    | au large de Carthagène, Espagne              | Victoire navale des Français sur les Espagnols                                                           |
| Bataille de Tuttlingen              | 24 novembre 1643                    | Tuttlingen, Allemagne                        | Victoire du Saint-Empire romain germanique et des Bavarois sur les Français                              |
| Bataille de Fribourg                | 3-9 août 1644                       | Fribourg-en-Brisgau, Allemagne               | Victoire des Français sur le Saint-Empire romain germanique et les Bavarois                              |
| Bataille de Jüterbog                | 23 novembre 1644                    | Jüterbog, Allemagne                          | Victoire des Suédois sur le Saint-Empire romain germanique                                               |
| Bataille de Jankau                  | 6 mars 1645                         | sud-est de Prague, République tchèque        | Victoire des Suédois sur le Saint-Empire romain germanique                                               |
| Bataille de Mergentheim             | 2 mai 1645                          | Bad Mergentheim, Allemagne                   | Victoire des Bavarois sur les Français                                                                   |
| Siège de Brno                       | 3 mai-23 août 1645                  | Brno, République tchèque                     | Victoire du Saint-Empire romain germanique sur les Suédois                                               |
| Bataille d'Alerheim                 | 3 août 1645                         | sud-est de Nördlingen, Allemagne             | Victoire des Français sur le Saint-Empire romain germanique                                              |
| Siège de Dunkerque                  | 7 septembre-11 octobre 1646         | Dunkerque, Nord                              | Victoire des Français sur les Espagnols                                                                  |
| Siège de Lérida                     | 12 mai-17 juin 1647                 | Lérida, Espagne                              | Victoire des Espagnols sur les Français                                                                  |
| Bataille de Zusmarshausen           | 7 mai 1648                          | près d'Augsbourg, Allemagne                  | Victoire des Français et des Suédois sur le Saint-Empire romain germanique et les Bavarois               |
| Bataille de Lens                    | 20 août 1648                        | Lens, Pas-de-Calais                          | Victoire des Français sur les Espagnols                                                                  |
| Guerre anglo-espagnole (1625-1630)  |                                     |                                              | |
| Bataille de Cadix                   | 1er-7 novembre 1625                 | Cadix, Espagne                               | Victoire décisive des Espagnols sur les Anglais                                                          |
| Guerre polono-suédoise (1626-1629)  |                                     |                                              | |
| Bataille d'Oliwa                    | 28 novembre 1627                    | au large de Gdansk, Pologne                  | Victoire navale des Polonais sur les Suédois                                                             |
| Rébellion huguenote                 |                                     |                                              | |
| Siège de La Rochelle                | 10 septembre 1627 - 28 octobre 1628 | La Rochelle, Charente-Maritime               | Victoire des Français sur les Protestants révoltés et les Anglais                                        |
| Guerre de Smolensk                  |                                     |                                              | |
| Siège de Smolensk (en)              | octobre 1632 - octobre 1633         | Smolensk, Russie                             | Victoire des Polonais sur les Russes                                                                     |
| Première guerre civile anglaise     |                                     |                                              | |
| Bataille d'Edgehill                 | 23 octobre 1642                     | près de Kineton, Angleterre                  | Bataille indécise entre les Royalistes et les Parlementariens                                            |
| Bataille d'Adwalton Moor            | 30 juin 1643                        | près de Bradford, Angleterre                 | Victoire des Royalistes sur les Parlementariens                                                          |
| Bataille de Marston Moor            | 2 juillet 1644                      | Long Marston, North Yorkshire (Angleterre)   | Victoire des Parlementariens sur les Royalistes                                                          |
| Bataille de Naseby                  | 14 juin 1645                        | Naseby, Angleterre                           | Victoire décisive des Parlementariens sur les Royalistes                                                 |
| Guerre de Restauration du Portugal  |                                     |                                              | |
| Bataille de Montijo                 | 26 mai 1644                         | Montijo, Espagne                             | Victoire (contestée) des Portugais sur les Espagnols                                                     |
| Bataille d'Elvas                    | 14 janvier 1659                     | Elvas, Portugal                              | Victoire des Portugais sur les Espagnols                                                                 |
| Bataille d'Estremoz                 | 8 juin 1663                         | Estremoz, Portugal                           | Victoire des Portugais sur les Espagnols                                                                 |
| Bataille de Montes Claros           | 17 juin 1665                        | près de Borba, District d'Évora (Portugal)   | Victoire décisive des Portugais sur les Espagnols                                                        |
| Guerres confédérées irlandaises     |                                     |                                              | |
| Bataille de Benburb (en)            | juin 1646                           | Benburb, Ulster                              | Victoire des Irlandais sur les Covenantaires                                                             |
| Bataille de Dungan's Hill           | août 1647                           | Dungan's Hill, Meath (Irlande)               | Victoire des Parlementariens sur les Irlandais                                                           |
| Bataille de Knocknanuss             | novembre 1647                       | Knocknanuss, Comté de Cork (Irlande)         | Victoire des Parlementariens sur les Irlandais                                                           |
| Bataille de Rathmines (en)          | 2 août 1649                         | Rathmines, Irlande                           | Victoire des Parlementariens sur les Irlandais                                                           |
| Soulèvement de Khmelnitski          |                                     |                                              | |
| Bataille de Jovti Vody              | 29 avril-16 mai 1648                | Jovti Vody, Ukraine                          | Victoire des Zaporogues et du Khanat de Crimée sur les Polonais                                          |
| Bataille de Korsoun                 | 26 mai 1648                         | Korsoun-Chevtchenkivskyï, Ukraine            | Victoire des Zaporogues et du Khanat de Crimée sur les Polonais                                          |
| Bataille de Loyew                   | 31 juillet 1649                     | Loyew, Biélorussie                           | Victoire des Polonais sur les Zaporogues                                                                 |
| Bataille de Berestetchko            | 28-30 juin 1651                     | Berestetchko, Ukraine                        | Victoire des Polonais sur les Zaporogues et le Khanat de Crimée                                          |
| Bataille de Batoh (en)              | 1er juin-2 juin 1652                | Batoh, Ukraine                               | Victoire décisive des Zaporogues sur les Polonais                                                        |
| Deuxième guerre civile anglaise     |                                     |                                              | |
| Bataille de Preston                 | 17-19 août 1648                     | Preston, Angleterre                          | Victoire décisive des Parlementariens sur les Royalistes et les Covenantaires                            |
| Guerre de Candie                    |                                     |                                              | |
| Bataille de Focchies                | 12 mai 1649                         | près de Chios, Grèce                         | Victoire navale des Vénitiens sur les Ottomans                                                           |
| Bataille de Paros                   | 10 juillet 1651                     | au large de Paros, Grèce                     | Victoire navale des Vénitiens sur les Ottomans                                                           |
| Siège de Candie                     | 1648 - 1669                         | Héraklion, Crète                             | Victoire des Ottomans sur les Vénitiens                                                                  |
| Conquête cromwellienne de l'Irlande |                                     |                                              | |
| Siège de Drogheda                   | 11 septembre 1649                   | Drogheda, Irlande                            | Victoire des Anglais sur les Irlandais                                                                   |
| Sac de Wexford                      | 2-11 octobre 1649                   | Wexford, Irlande                             | Victoire des Anglais sur les Irlandais                                                                   |
| Siège de Clonmel                    | avril-mai 1650                      | Clonmel, Irlande                             | Victoire difficile des Anglais sur les Irlandais                                                         |
| Bataille de Scarrifholis (en)       | 21 juin 1650                        | Letterkenny, Irlande                         | Victoire des Anglais sur les Irlandais                                                                   |
| Siège de Waterford                  | juin-août 1650                      | Waterford, Irlande                           | Victoire des Anglais sur les Irlandais                                                                   |
| Siège de Galway                     | août 1651 - mai 1652                | Galway, Irlande                              | Victoire des Anglais sur les Irlandais                                                                   |
| Troisième guerre civile anglaise    |                                     |                                              | |
| Bataille de Dunbar                  | 3 septembre 1650                    | Dunbar, Écosse                               | Victoire des Anglais sur les Écossais                                                                    |
| Bataille d'Inverkeithing            | 20 juillet 1651                     | Inverkeithing, Écosse                        | Victoire des Anglais sur les Écossais                                                                    |
| Bataille de Wigan Lane              | 25 août 1651                        | Wigan, Angleterre                            | Victoire des Parlementariens sur les Royalistes                                                          |
| Bataille de Worcester               | 3 septembre 1651                    | Worcester, Angleterre                        | Victoire décisive des Parlementariens sur les Royalistes                                                 |
| Guerre franco-espagnole             |                                     |                                              | |
| Bataille de Rethel                  | 15 décembre 1650                    | près de Rethel, Ardennes                     | Victoire des Français sur les Espagnols                                                                  |
| Siège de Barcelone                  | juillet 1651 - octobre 1652         | Barcelone, Espagne                           | Victoire des Espagnols sur les Français et les Catalans                                                  |
| Siège de Gérone                     | 12 juillet 1653 - 23 septembre 1653 | Gérone, Espagne                              | Victoire des Espagnols sur les Français et les Catalans                                                  |
| Combat de Bordils                   | 3 décembre 1653                     | Bordils, Espagne                             | Victoire des Français sur les Espagnols                                                                  |
| Secours d'Arras                     | 23-25 août 1654                     | Arras, Pas-de-Calais                         | Victoire des Français sur les Espagnols                                                                  |
| Siège de Valenciennes               | 16 juillet 1656                     | Valenciennes, Nord                           | Victoire des Espagnols sur les Français                                                                  |
| Bataille des Dunes                  | 14 juin 1658                        | près de Dunkerque, Nord                      | Victoire des Français et des Anglais sur les Espagnols                                                   |
| La Fronde                           |                                     |                                              | |
| Bataille de Bléneau                 | 7 avril 1652                        | Bléneau, Yonne                               | Bataille indécise entre l'armée royale et les Frondeurs                                                  |
| Bataille du faubourg Saint-Antoine  | 2 juillet 1652                      | Paris                                        | Victoire de l'armée royale sur les Frondeurs                                                             |
| Première guerre anglo-néerlandaise  |                                     |                                              | |
| Bataille de Plymouth                | 26 août 1652                        | au large de Plymouth (Royaume-Uni)           | Victoire navale des Néerlandais sur les Anglais                                                          |
| Bataille de Kentish Knock           | 8 octobre 1652                      | Kentish Knock, Mer du Nord                   | Victoire navale des Anglais sur les Néerlandais                                                          |
| Bataille de Dungeness               | 10 décembre 1652                    | au large de Dungeness, Kent (Angleterre)     | Victoire navale des Néerlandais sur les Anglais                                                          |
| Bataille de Portland                | 28 février-2 mars 1653              | Île de Portland, Angleterre                  | Victoire navale des Anglais sur les Néerlandais                                                          |
| Bataille de Livourne                | 14 mars 1653                        | au large de Livourne, Italie                 | Victoire navale des Néerlandais sur les Anglais                                                          |
| Bataille de Gabbard                 | 12-13 juin 1653                     | Côte du Suffolk, Angleterre                  | Victoire navale des Anglais sur les Néerlandais                                                          |
| Bataille de Schéveningue            | 10 août 1653                        | Schéveningue, Pays-Bas                       | Victoire navale tactique des Anglais sur les Néerlandais mais échec stratégique                          |
| Première guerre du Nord             |                                     |                                              | |
| Bataille d'Horodok                  | 29 septembre 1655                   | Horodok, Ukraine                             | Victoire des Russes et des Zaporogues sur les Polonais                                                   |
| Bataille de Varsovie                | 28-30 juillet 1656                  | près de Varsovie, Pologne                    | Victoire des Suédois et des Brandebourgeois sur les Polonais                                             |
| Siège de Riga                       | 21 août-5 octobre 1656              | Riga, Lettonie                               | Victoire des Suédois sur les Russes                                                                      |
| Bataille de Prostki                 | 8 octobre 1656                      | Prostki, Pologne                             | Victoire des Polonais sur les Suédois et les Brandebourgeois                                             |
| Bataille de Chojnice (en)           | 23 décembre 1656                    | Chojnice, Pologne                            | Victoire des Suédois sur les Polonais                                                                    |
| Bataille de l'Öresund               | 29 octobre 1658                     | Øresund                                      | Victoire navale des Néerlandais et des Danois sur les Suédois                                            |
| Bataille de Nyborg                  | 14 novembre 1659                    | Nyborg, Danemark                             | Victoire des Danois sur les Suédois                                                                      |
| Bataille de Tchoudniv               | 14 octobre-2 novembre 1660          | Tchoudniv, Ukraine                           | Victoire des Polonais sur les Russes et les Zaporogues                                                   |
| Siège de Hloukhiv                   | janvier 1664                        | Hloukhiv, Ukraine                            | Victoire des Russes et des Zaporogues sur les Polonais                                                   |
| Guerre anglo-espagnole (1654-1660)  |                                     |                                              | |
| Bataille de Cadix                   | 9 septembre 1656                    | au large de Cadix, Espagne                   | Victoire navale des Anglais sur les Espagnols                                                            |
| Quatrième guerre austro-turque      |                                     |                                              | |
| Bataille de Leva                    | 19 juillet 1664                     | Levice (Slovaquie)                           | Victoire du Saint-Empire romain germanique sur les Ottomans                                              |
| Bataille de Saint-Gothard           | 1er août 1664                       | Szentgotthárd, Hongrie                       | Victoire décisive du Saint-Empire romain germanique sur les Ottomans                                     |
| Deuxième guerre anglo-néerlandaise  |                                     |                                              | |
| Bataille de Lowestoft               | 13 juin 1665                        | au large de Lowestoft, Angleterre            | Victoire navale décisive des Anglais sur les Néerlandais                                                 |
| Bataille de Vågen                   | 12 août 1665                        | Bergen (Norvège)                             | Victoire navale des Néerlandais sur les Anglais                                                          |
| Bataille des Quatre Jours           | 11-14 juin 1666                     | Mer du Nord                                  | Victoire navale des Néerlandais sur les Anglais                                                          |
| Bataille de North Foreland          | 4-5 août 1666                       | Côte du Kent, Angleterre                     | Victoire navale des Anglais sur les Néerlandais                                                          |
| Raid sur la Medway                  | 9-14 juin 1667                      | près de Chatham, Angleterre                  | Victoire navale décisive des Néerlandais sur les Anglais                                                 |
| Guerre de Dévolution                |                                     |                                              | |
| Siège de Douai                      | 30 juin-4 juillet 1667              | Douai, Nord                                  | Victoire des Français sur les Espagnols                                                                  |
| Siège de Lille                      | 11-28 août 1667                     | Lille, Nord                                  | Victoire des Français sur les Espagnols                                                                  |
| Guerre polono-turque (1672-1676)    |                                     |                                              | |
| Bataille de Khotin                  | 11 novembre 1673                    | Khotyn, Ukraine                              | Victoire des Polonais sur les Ottomans                                                                   |
| Guerre de Hollande                  |                                     |                                              | |
| Bataille de Solebay                 | 7 juin 1672                         | Solebay, Suffolk (Angleterre)                | Victoire navale stratégique des Néerlandais sur les Anglais et les Français                              |
| Siège de Groningue                  | 9 juillet-28 août 1672              | Groningue, Pays-Bas                          | Victoire des Néerlandais sur la Principauté épiscopale de Münster                                        |
| Première bataille de Schooneveld    | 7 juin 1673                         | Walcheren, Pays-Bas                          | Victoire navale des Néerlandais sur les Anglais et les Français                                          |
| Siège de Maastricht                 | 13-26 juin 1673                     | Maastricht, Pays-Bas                         | Victoire des Français sur les Néerlandais                                                                |
| Bataille du Texel                   | 21 août 1673                        | Texel (Pays-Bas)                             | Victoire navale des Néerlandais sur les Anglais et les Français                                          |
| Bataille de Sinsheim                | 16 juin 1674                        | Sinsheim, Allemagne                          | Victoire des Français sur le Saint-Empire romain germanique                                              |
| Bataille de Seneffe                 | 11 août 1674                        | Seneffe, Belgique                            | Victoire des Français sur les Néerlandais, les Espagnols et le Saint-Empire romain germanique            |
| Bataille d'Entzheim                 | 4 octobre 1674                      | Entzheim, Bas-Rhin                           | Victoire des Français sur le Saint-Empire romain germanique                                              |
| Bataille de Turckheim               | 5 janvier 1675                      | Turckheim, Haut-Rhin                         | Victoire des Français sur le Saint-Empire romain germanique et les Brandebourgeois                       |
| Bataille de Salzbach                | 27 juillet 1675                     | Salzbach, Allemagne                          | Victoire des Français sur le Saint-Empire romain germanique                                              |
| Bataille de Consarbrück             | 11 août 1675                        | près de Trèves (Allemagne)                   | Victoire du Saint-Empire romain germanique sur les Français                                              |
| Bataille d'Agosta                   | 22 avril 1676                       | au large d'Augusta (Italie)                  | Victoire navale des Français sur les Néerlandais et les Espagnols                                        |
| Bataille de Palerme                 | 2 juin 1676                         | au large de Palerme, Italie                  | Victoire navale des Français sur les Néerlandais et les Espagnols                                        |
| Siège de Valenciennes               | novembre 1676 - mars 1677           | Valenciennes, Nord                           | Victoire des Français sur le Saint-Empire romain germanique                                              |
| Bataille de Cassel                  | 11 avril 1677                       | Cassel, Nord                                 | Victoire des Français sur les Néerlandais                                                                |
| Bataille de Saint-Denis             | 14-15 août 1678                     | Saint-Denis (Mons), Belgique                 | Bataille indécise entre les Français et les Néerlandais                                                  |
| Guerre de Scanie                    |                                     |                                              | |
| Bataille de Fehrbellin              | 28 juin 1675                        | Fehrbellin, Allemagne                        | Victoire des Brandebourgeois sur les Suédois                                                             |
| Bataille de Jasmund                 | 25-26 mai 1676                      | nord-est de l'île de Rügen                   | Victoire navale des Danois et des Néerlandais sur les Suédois                                            |
| Bataille d'Öland                    | 1er juin 1676                       | Île d'Öland                                  | Victoire navale des Néerlandais et des Danois sur les Suédois                                            |
| Bataille de Lund                    | 4 décembre 1676                     | Lund, Suède                                  | Victoire décisive des Suédois sur les Danois                                                             |
| Siège de Malmö                      | 26 juin 1677                        | Malmö, Suède                                 | Victoire des Suédois sur les Danois                                                                      |
| Bataille de la baie de Køge         | 1er-2 juillet 1677                  | Baie de Køge, Danemark                       | Victoire navale décisive des Danois sur les Suédois                                                      |
| Guerre austro-turque (1683-1699)    |                                     |                                              | |
| Bataille du Kahlenberg              | 12 septembre 1683                   | près de Vienne, Autriche                     | Victoire décisive des Autrichiens et des Polonais sur les Ottomans                                       |
| Bataille de Párkány                 | 7-9 octobre 1683                    | Štúrovo, Slovaquie                           | Victoire des Autrichiens et des Polonais sur les Ottomans                                                |
| Siège de Buda                       | juin-septembre 1686                 | Budapest, Hongrie                            | Victoire des Autrichiens sur les Ottomans                                                                |
| Bataille de Mohács                  | 12 août 1687                        | Mohács, Hongrie                              | Victoire des Autrichiens sur les Ottomans                                                                |
| Bataille de Slankamen               | 19 août 1691                        | Slankamen, Serbie                            | Victoire des Autrichiens sur les Ottomans                                                                |
| Bataille de Zenta                   | 11 septembre 1697                   | Senta, Serbie                                | Victoire décisive des Autrichiens sur les Ottomans                                                       |
| Rébellion de Monmouth               |                                     |                                              | |
| Bataille de Sedgemoor               | 6 juillet 1685                      | près de Bridgwater, Angleterre               | Victoire de l'armée royale sur les rebelles                                                              |
| Guerre orangiste en Écosse          |                                     |                                              | |
| Bataille de Killiecrankie           | 27 juillet 1689                     | Killiecrankie, Perth and Kinross (Écosse)    | Victoire des Jacobites sur les Orangistes                                                                |
| Bataille de Dunkeld                 | 21 août 1689                        | Dunkeld, Écosse                              | Victoire des Orangistes sur les Jacobites                                                                |
| Bataille de Cromdale                | 30 avril-1er mai 1690               | Cromdale, Écosse                             | Victoire des Orangistes sur les Jacobites                                                                |
| Guerre de la Ligue d'Augsbourg      |                                     |                                              | |
| Bataille de Walcourt                | 25 août 1689                        | Walcourt, Belgique                           | Victoire des Néerlandais et des Anglais sur les Français                                                 |
| Bataille de Fleurus                 | 1er juillet 1690                    | Fleurus, Belgique                            | Victoire des Français sur les Néerlandais, les Espagnols et le Saint-Empire romain germanique            |
| Bataille du cap Béveziers           | 10 juillet 1690                     | au large du cap Béveziers, Angleterre        | Victoire navale des Français sur les Anglais et les Néerlandais                                          |
| Bataille de Staffarda               | 18 août 1690                        | près de Revello, Italie                      | Victoire des Français sur les Savoyards et les Espagnols                                                 |
| Bataille de Leuze                   | 18 septembre 1691                   | Leuze-en-Hainaut, Belgique                   | Victoire des Français sur les Anglais et les Néerlandais                                                 |
| Bataille de la Hougue               | 29 mai 1692                         | au large du Cotentin                         | Victoire navale des Anglais et des Néerlandais sur les Français                                          |
| Siège de Namur                      | 25 mai-30 juin 1692                 | Namur, Belgique                              | Victoire des Français sur les Espagnols et les Néerlandais                                               |
| Bataille de Steinkerque             | 3 août 1692                         | Steenkerque, Belgique                        | Victoire des Français sur les Anglais et les Néerlandais                                                 |
| Bataille de Lagos                   | 27 juin 1693                        | au large de Lagos (Portugal)                 | Victoire navale des Français sur les Anglais et les Néerlandais                                          |
| Bataille de Neerwinden              | 29 juillet 1693                     | Neerwinden, Belgique                         | Victoire des Français sur les Anglais et les Néerlandais                                                 |
| Bataille de La Marsaille            | 4 octobre 1693                      | Orbassano, Italie                            | Victoire des Français sur les Savoyards et les Espagnols                                                 |
| Bataille de la rivière Ter          | 27 mai 1694                         | sur les bords du Ter, Espagne                | Victoire des Français sur les Espagnols                                                                  |
| Bataille de Camaret                 | 18 juin 1694                        | Camaret-sur-Mer, Finistère                   | Victoire des Français sur les Anglais et les Néerlandais                                                 |
| Siège de Namur                      | 2 juillet-5 septembre 1695          | Namur, Belgique                              | Victoire des Néerlandais, des Anglais et du Saint-Empire romain germanique sur les Français              |
| Siège de Barcelone                  | 15 juin-8 août 1697                 | Barcelone, Espagne                           | Victoire des Français sur les Espagnols                                                                  |
| Guerre orangiste en Irlande         |                                     |                                              | |
| Bataille de la Boyne                | 12 juillet 1690                     | près de Drogheda, Irlande                    | Victoire des Orangistes sur les Jacobites                                                                |
| Siège de Limerick                   | août-septembre 1690                 | Limerick, Irlande                            | Victoire des Jacobites sur les Orangistes                                                                |
| Bataille d'Aughrim                  | 12 juillet 1691                     | Aughrim, Irlande                             | Victoire décisive des Orangistes sur les Jacobites                                                       |
| Grande guerre du Nord               |                                     |                                              | |
| Bataille de Narva                   | 30 novembre 1700                    | Narva, Estonie                               | Victoire décisive des Suédois sur les Russes                                                             |

## Asie

### Inde et Asie du Sud-Est
| Bataille                     | Date(s)             | Lieu                          | Résumé                                               |
| ---------------------------- | ------------------- | ----------------------------- | ---------------------------------------------------- |
| Guerre néerlando-portugaise  |                     |                               |                                                      |
| Bataille du cap Rachado      | 14 août 1606        | au large de Malacca, Malaisie | Victoire navale des Portugais sur les Néerlandais    |
| ?                            |                     |                               |                                                      |
| Bataille de Swally           | 29-30 novembre 1612 | au large de Surate, Inde      | Victoire navale des Anglais sur les Portugais        |
| Expansion de l'empire moghol |                     |                               |                                                      |
| Bataille de Pratapgad        | 10 novembre 1659    | Pratap, Maharashtra (Inde)    | Victoire de la confédération marathe sur les Moghols |
| Bataille de Saraighat (en)   | 1671                | Guwahati, Assam (Inde)        | Victoire du royaume Âhom sur les Moghols             |

### Japon
| Bataille                      | Date(s)            | Lieu            | Résumé                                                               |
| ----------------------------- | ------------------ | --------------- | -------------------------------------------------------------------- |
| Époque d'Edo                  |                    |                 |                                                                      |
| Siège d'Osaka                 | mai-juin 1615      | Osaka           | Victoire du Shogunat Tokugawa sur les partisans de Hideyori Toyotomi |
| Siège du château de Hara (en) | janvier-avril 1638 | Château de Hara | Victoire du Shogunat Tokugawa sur la rébellion de Shimabara          |

### Chine
| Bataille                        | Date(s)         | Lieu                        | Résumé                                                 |
| ------------------------------- | --------------- | --------------------------- | ------------------------------------------------------ |
| Conquête mandchoue de la Chine  |                 |                             |                                                        |
| Bataille de Sarhu               | mars 1619       | Shenyang, Chine             | Victoire des Mandchous sur les Ming                    |
| Bataille de Song-Jin            | 1640            | Kimch'aek, Corée du Nord    | Victoire des Mandchous sur les Ming                    |
| Bataille de la passe de Shanhai | 1644            | Grande Muraille Ming, Chine | Victoire décisive des Mandchous sur les Ming           |
| Conquête de Taïwan              |                 |                             |                                                        |
| Bataille des Pescadores         | 16 juillet 1683 | Îles Pescadores             | Victoire navale des Chinois sur le Royaume de Tungning |

### Moyen-Orient
| Bataille                                                            | Date(s)           | Lieu                      | Résumé                                           |
| ------------------------------------------------------------------- | ----------------- | ------------------------- | ------------------------------------------------ |
| Première guerre entre Fakhreddine II Maan et l'Empire ottoman       |                   |                           |                                                  |
| Bataille de Mzayrib                                                 | 1613              | Muzayrib, Syrie           | Victoire des Maan sur les Ottomans               |
| Guerre entre Fakhreddine II Maan et le wali de Damas Moustafa Pacha |                   |                           |                                                  |
| Bataille d'Anjar                                                    | 1er novembre 1623 | plaine de la Bekaa, Liban | Victoire des Maan sur les Ottomans               |
| Guerre ottomano-persane (1623-1639)                                 |                   |                           |                                                  |
| Prise de Bagdad                                                     | 14 janvier 1624   | Bagdad, Irak              | Victoire des Séfévides sur les Ottomans          |
| Prise de Bagdad (en)                                                | 25 décembre 1638  | Bagdad, Irak              | Victoire décisive des Ottomans sur les Séfévides |

## Amérique
| Bataille                        | Date(s)                  | Lieu                          | Résumé                                                         |
| ------------------------------- | ------------------------ | ----------------------------- | -------------------------------------------------------------- |
| Guerre de Quatre-Vingts Ans     |                          |                               |                                                                |
| Combat de Cañete                | 22 juillet 1615          | au large de Cañete, Pérou     | Victoire navale des Néerlandais sur les Espagnols              |
| Bataille de la baie de Matanzas | 8 septembre 1628         | au large de Matanzas, Cuba    | Victoire navale des Néerlandais sur les Espagnols              |
| Bataille des Abrolhos           | 12 septembre 1631        | Archipel des Abrolhos, Brésil | Victoire navale des Espagnols sur les Néerlandais              |
| Bataille de Cabañas             | 30 août-3 septembre 1638 | au large de Cabañas, Cuba     | Victoire navale des Espagnols sur les Néerlandais              |
| Guerre de Hollande              |                          |                               |                                                                |
| Bataille de Tabago              | 3 mars 1677              | Tobago                        | Bataille navale indécise entre les Français et les Néerlandais |

## Afrique
| Bataille                        | Date(s)         | Lieu           | Résumé                                                  |
| ------------------------------- | --------------- | -------------- | ------------------------------------------------------- |
| Conquête portugaise de l'Angola |                 |                |                                                         |
| Bataille d'Ambuila              | 29 octobre 1665 | Mbwila, Angola | Victoire décisive des Portugais sur le Royaume du Kongo |